# Anthony Kang
Anthony Kang (20 november 1972) is een Amerikaanse, professionele golfer van Zuid-Koreaanse afkomst.
Kangs familie verhuisde naar de Verenigde Staten toen hij tien jaar was. Hij studeerde aan de Oregon State University.

## Professional
Kang werd in 1996 professional en hij speelt sinds 1998 op de Aziatische PGA Tour (AT). Hij heeft daar inmiddels drie overwinningen behaald en ruim een miljoen Amerikaanse dollars verdiend.
Kangs laatste overwinning was het Maleisisch Open van 2009, dat ook meetelt voor de Europese PGA Tour (ET), zodat hij twee jaar op de Europese Tour mag spelen. In 2010 maakte hij een score van 61 tijdens de 2de ronde van het Hong Kong Open. Ian Poulter maakte in die ronde een score van 60 en won het toernooi.

## Gewonnen
- 1999: Casino Filipino Open (AT)
- 2001: Myanmar Open (AT)
- 2009: Maybank Malaysian Open (AT / ET)

## Trivia
Anthony's broer David Kang is ook golfprofessional, maar hij heeft de Koreaanse nationaliteit behouden.